# Werner Jäger
Werner Jäger (ur. 3 września 1959 w Innsbrucku) – austriacki łyżwiarz szybki, olimpijczyk.

## Kariera
W wieku 24 lat, Werner Jäger uczestniczył na Zimowych Igrzyskach Olimpijskich 1984 w Sarajewie. Podczas tych igrzysk brał udział w trzech konkurencjach łyżwiarstwa szybkiego: bieg na 1500 m (15. miejsce), bieg na 5000 m (8. miejsce) oraz bieg na 10 000 m (12. miejsce).
Wielokrotnie startował w pucharze świata, mistrzostwach świata w wieloboju czy mistrzostwach Europy w wieloboju.

## Rekordy życiowe
| Dystans  | Czas     | Data            | Miejsce    |
| -------- | -------- | --------------- | ---------- |
| 500 m    | 39.61    | 14 lutego 1987  | Heerenveen |
| 1000 m   | 1:18.36  | 1 lutego 1986   | Innsbruck  |
| 1500 m   | 1:57.47  | 14 lutego 1987  | Heerenveen |
| 3000 m   | 4:12.37  | 10 grudnia 1983 | Inzell     |
| 5000 m   | 7:01.06  | 4 grudnia 1987  | Calgary    |
| 10 000 m | 14:36.48 | 4 grudnia 1987  | Calgary    |
| Źródło:  |          |                 |            |